# Asburgo d'Austria
Con Asburgo d'Austria si intende il ramo della dinastia degli Asburgo, distinto dal ramo spagnolo, che regnarono in Austria come Arciduchi. Il ramo austriaco della dinastia si creò con l'abdicazione di Carlo V nel 1556 che sanciva la suddivisione delle terre asburgiche tra i due eredi dell'Imperatore: a Ferdinando, suo fratello minore, venne concesso il governo sull'Austria (in forza del Trattato di Worms del 1521) e la successione al trono imperiale (in forza dell'elezione del 1531), mentre al figlio Filippo vennero concessi i territori di Spagna, Paesi Bassi, Italia meridionale, e colonie Americane. Ferdinando I riprese le riforme burocratiche del nonno Massimiliano I e riorganizzò con fermezza tutti i territori sotto il suo dominio.

## Imperatori del Sacro romano Impero
Dopo la morte di Carlo V nel 1558, il titolo imperiale passò a Ferdinando I. Il titolo di Imperatore del Sacro Romano Impero, acquisito nel 1558 da Ferdinando I, rimase al ramo austriaco della famiglia, che data la sua potenza e influenza sui principi tedeschi, riuscì a tenerlo fino alla morte di Carlo VI, ultimo maschio della famiglia. Dopo la perdita del titolo imperiale, Francesco Stefano di Lorena, lo riprese; da lui passò ai figli maschi della dinastia austriaca degli Asburgo-Lorena.

## Contro turchi e protestanti
Gli Asburgo d'Austria furono costretti anche ad affrontare le invasioni dei turchi, che stavano mettendo in ginocchio i Balcani, i quali avevano invaso l'Ungheria (della quale Ferdinando era l'erede); questi, nel giro di un decennio si trovavano alle porte di Vienna (assediata per la prima volta dai turchi nel 1529). Dal XVI secolo in poi, quasi tutti i membri della famiglia, si ritrovarono a combattere i turchi. A Ferdinando I succedettero Massimiliano II e Rodolfo II; quest'ultimo spostò la corte reale e il centro del potere da Vienna a Praga. Succedette a Rodolfo II Mattia, che già prima della morte di questi, lo aveva sconfitto e gli aveva tolto il potere, lasciandogli molto formalmente il titolo imperiale. Dopo la nomina ad imperatore, Mattia tentò di togliere quei privilegi che un decennio prima, Rodolfo aveva concesso ai nobili boemi; ma la reazione fu lo scoppio della guerra dei Trent'anni, conseguenza della defenestrazione di Praga. La guerra dei Trent'anni fu combattuta su più fronti e a più riprese da Austria, Francia, Paesi Bassi, Inghilterra, Danimarca, Svezia, Polonia e dai vari stati tedeschi cattolici e protestanti. Questa guerra religiosa, fu un pretesto per gli Asburgo, di dominare l'Europa; ma i piani asburgici fallirono dopo una serie di sconfitte contro i paesi protestanti, che terminarono con la Pace di Westfalia del 1648. La perdita della guerra segnò l'inizio del declino asburgico.
Dopo la sanguinosa guerra dei Trent'anni incombeva l'invasione turca che avrebbe dovuto fronteggiare Leopoldo I, grande condottiero e militare. Dal 1663 iniziò una grande e massiccia offensiva dei turchi, che miravano ai possedimenti asburgici. All'inizio l'esercito imperiale si trovò favorito, ma poi in seguito ad una rivolta di nobili ungheresi, cominciò a ritirarsi verso la capitale; finché il re polacco non soccorse gli austriaci, e sconfisse i turchi sotto le porte di Vienna. La definitiva sconfitta venne inflitta ai turchi sul fiume Tibisco, dal principe Eugenio di Savoia. La pace di Carlowitz del 1699 riportò tutti i domini ungheresi e balcanici alla Casa d'Austria.

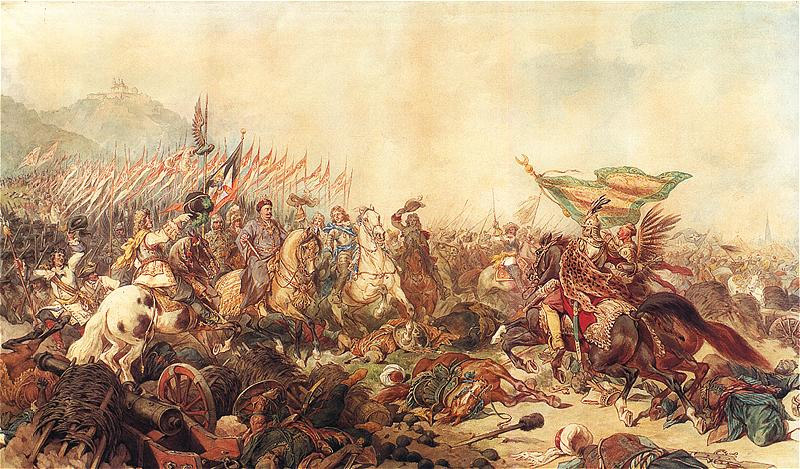
Il re polacco Sobieski, sconfigge i Turchi che assediano Vienna (12 settembre 1683)

## Le guerre di successione
Nel 1700 scoppia un'altra guerra, tra Austria e Francia, per la successione al trono spagnolo, il quale era vacante data la morte dell'ultimo Asburgo di Spagna Carlo II. Luigi XIV voleva unire le corone di Francia e di Spagna designando come erede Filippo di Borbone, così la Casa d'Austria, per la violazione del testamento di Carlo II da parte della Francia, gli dichiarò guerra. Pur non vincendo la guerra, Carlo VI annesse alla corona d'Austria numerosi territori sparsi in Europa, come: la Lombardia, i Paesi Bassi spagnoli o il Regno di Napoli.
Carlo VI combatté anche la guerra di successione polacca al fianco della Russia, contro la Francia e la Spagna, a favore dell'elettore di Sassonia. Negli anni seguenti Carlo VI non riuscì ad avere figli maschi, quindi nominò erede la giovane Maria Teresa d'Asburgo, che dopo la morte del padre dovrà affrontare la guerra di successione austriaca.
Maria Teresa d'Asburgo sposò Francesco Stefano di Lorena, con il quale ebbe inizio la dinastia degli Asburgo-Lorena.

## La Prammatica Sanzione
Carlo VI non riuscì ad avere figli maschi, e per paura della dissoluzione del potente Stato asburgico, dovette emanare la Prammatica Sanzione, documento che sanciva l'ereditarietà del dominio asburgico da parte della figlia Maria Teresa d'Asburgo, e l'indivisibilità dei territori soggetti alla Casa d'Austria. Questo documento venne riconosciuto da tutti i più grandi sovrani d'Europa, in cambio di territori e altri benefici; ma questi, morto Carlo VI, non rispettarono la Prammatica Sanzione e mossero guerra all'Austria, tranne la Gran Bretagna che appoggiò la causa austriaca. Ciò fu la maggior causa scatenante della guerra di successione austriaca.

## Cronologia

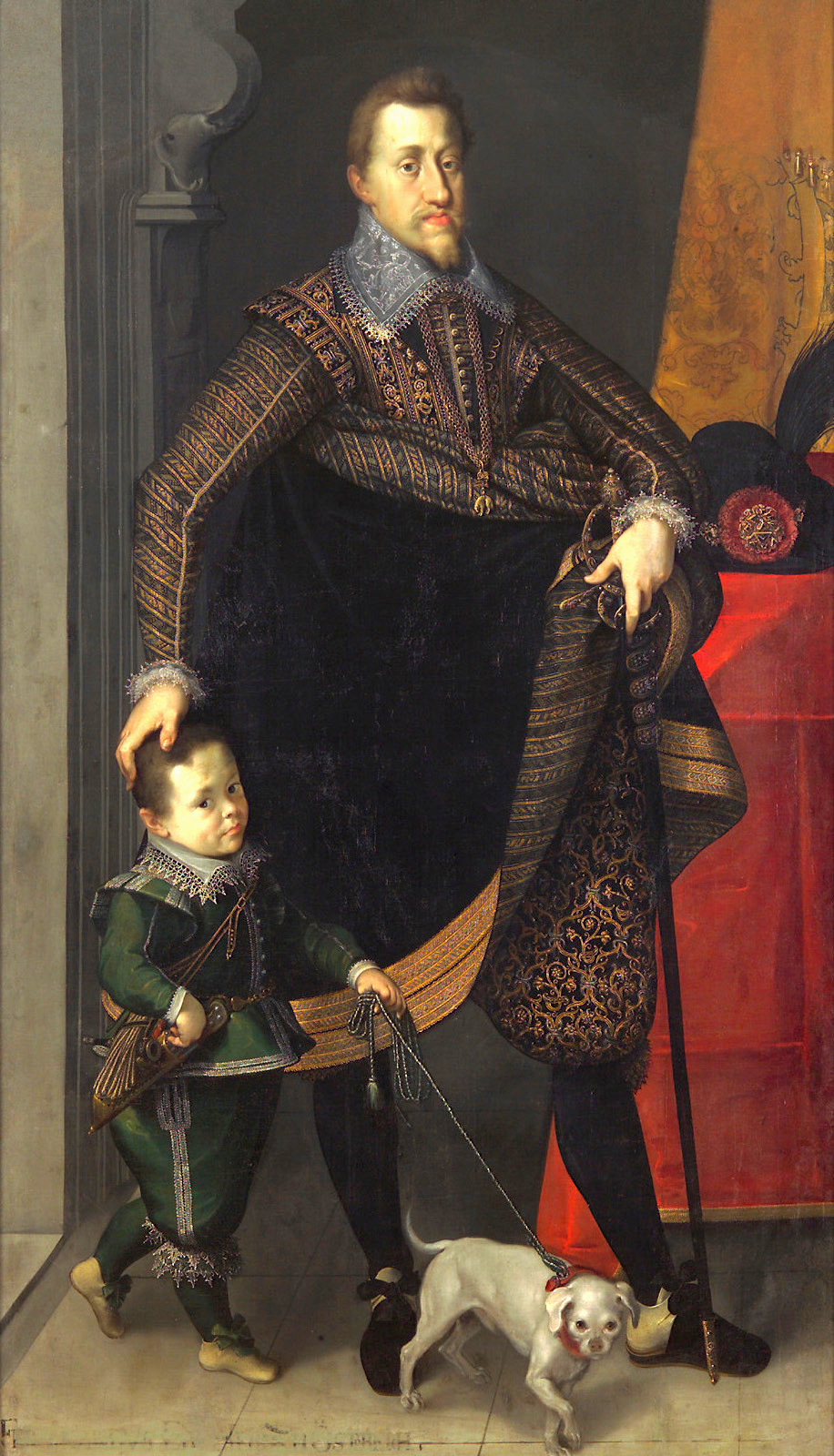
Ferdinando II, capeggiò la "Lega Cattolica" durante la guerra dei Trent'anni

### Asburgo d'Austria imperatori del Sacro Romano Impero
- Ferdinando I, imperatore 1556-1564
- Massimiliano II, imperatore 1564-1576
- Rodolfo II, imperatore 1576-1612
- Mattia, imperatore 1612-1619
- Ferdinando II, imperatore 1619-1637
- Ferdinando III, imperatore 1637-1657
- Leopoldo I, imperatore 1658-1705
- Giuseppe I, imperatore 1705-1711
- Carlo VI, imperatore 1711-1740

## Lo Stato
Il territorio governato dagli Asburgo d'Austria, non poteva essere definito un vero e proprio Stato; pur regnando su ampie regioni, questi amministravano separatamente ogni stato membro, naturalmente vi erano entità statali più o meno autonome da Vienna (sede del potere degli Asburgo d'Austria). Infatti, sotto il dominio asburgico, uno Stato manteneva perlopiù la propria integrità formale; siccome non veniva unito ad uno stato più grande, il titolo di regnante in quella regione veniva assegnato ad un membro della famiglia, così da inglobarlo in una specie di confederazione, sotto il comando degli Asburgo. Nei vari regni, ducati o territori che la Casa d'Austria, annetteva; veniva mantenuto intatto: l'ordinamento statale, la suddivisione amministrativa (che solo in casi eccezionali veniva alterata), e l'organizzazione dello stato. Ogni stato, però, avrebbe dovuto sostenere militarmente ed economicamente la famiglia, e sarebbe venuto comunque amministrato da persone fedeli agli Asburgo, o da diretti familiari. Solitamente, era l'Arciduca d'Austria a governare sugli stati inglobati alla potenza asburgica. Solo dalla seconda metà del XVIII secolo, con le riforme amministrative di Maria Teresa d'Austria e quelle ancora più incisive del figlio, imperatore Giuseppe II si cominciò a parlare di stato in senso moderno e centralizzato (Erzhaus).

### Uno Stato danubiano
Nel 1740, alla fine del regno di Carlo VI d'Asburgo, la Casa d'Austria aveva in possesso la maggior parte del fiume Danubio, lungo il quale correvano importanti vie commerciali. Ciò segnò l'egemonia politico economica degli Asburgo in quell'area, che portò alla famiglia immense ricchezze, e il controllo dei commerci verso l'oriente, che con un Impero ottomano sempre più debole e sfiancato dalle rivolte, erano diventati la più importante risorsa del casato d'Austria. Lungo questo fiume si trovavano importanti città fluviali come: Vienna, Presburgo, Budapest, e Belgrado, le quali grazie al commercio fluviale si svilupparono moltissimo, fino a diventare grandi città.

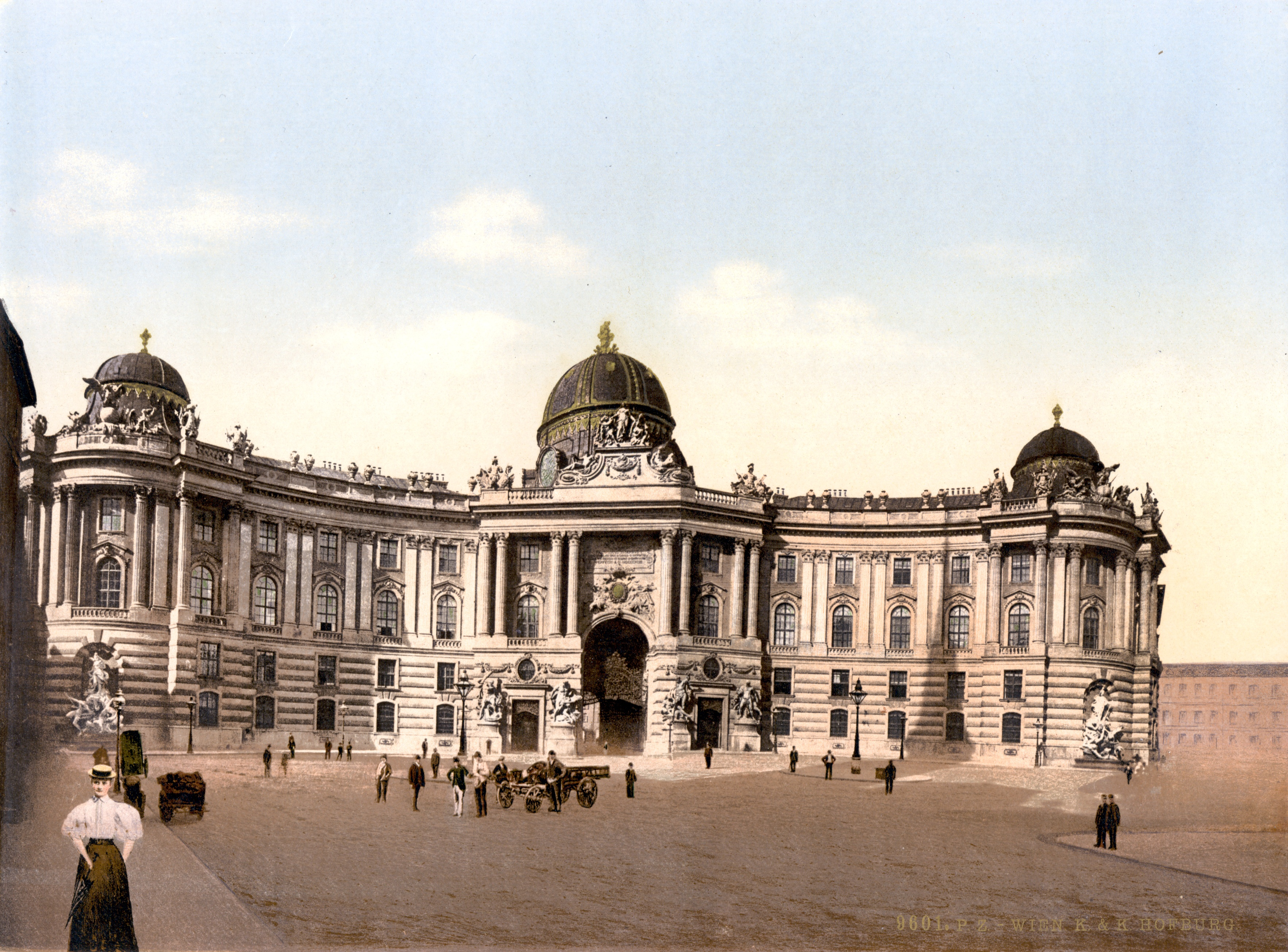
Vienna, Hofburg, fortezza asburgica fin dal XIII secolo, in un'immagine del 1900

### Vienna
Vienna, che era sin dal XIII secolo residenza degli Asburgo, sotto il governo del casato d'Austria divenne uno dei principali poli d'Europa, nonché principale via d'accesso per l'est Europa, che nel XVII secolo era molto arretrata rispetto ai paesi occidentali. Dal XVIII secolo nella città si conobbe una sempre maggiore crescita demografica: ciò portò i viennesi a costruire, anche molto distante dalle mura che attorniavano la città. La città dovette affrontare il periodo di maggiore crisi durante le invasioni turche, a partire dal XVI secolo. In quegli anni i turchi assediarono Vienna più volte: nel 1529, nel 1532 e nel 1683. Nella maggior parte dei casi, questi assedi riducevano la popolazione alla fame, facendo dilagare epidemie all'interno delle mura. 

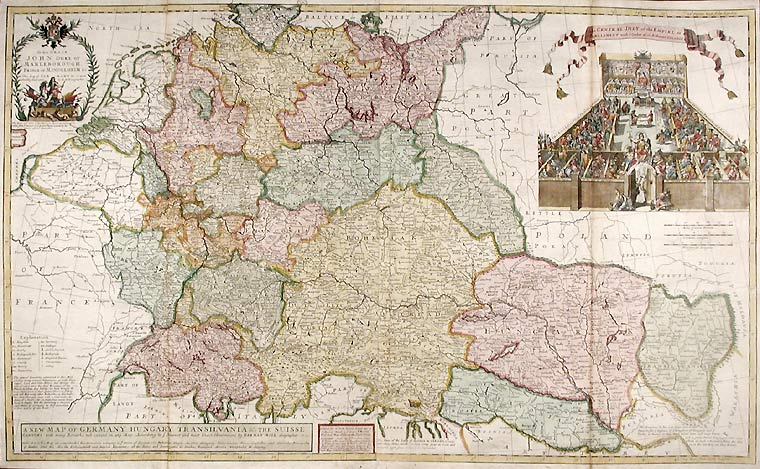
Germania e Austria nel 1740

### I territori dal 1521 al 1740
Agli inizi del XVII secolo l'impero asburgico ha una vasta estensione: il territorio si sviluppa principalmente tra i Carpazi e i Vosgi. Le regioni incorporate nel Sacro Romano Impero erano la Boemia e l'Ungheria (prime promotrici della guerra dei Trent'Anni), la Germania, l'Austria, parte della Francia (Alsazia) e una parte del nord Italia (zona carnica, e odierne province di Gorizia e Trieste).
- Regno di Boemia
- Arciducato d'Austria
- Ducato di Carinzia
- Ducato di Carniola
- Ducato di Slesia
- Ducato di Stiria
- Marchesato di Moravia
- Contea del Tirolo
- Contea di Gorizia
- Città di Trieste
- Regno d'Ungheria
- Regno di Croazia e Slavonia
- Città di Fiume
- Ducato di Württemberg
- Paesi Bassi spagnoli
- Ducato di Milano
- Ducato di Parma
- Granducato di Toscana
- Regno di Sardegna
- Regno di Sicilia
- Regno di Napoli
- Stato dei Presidii
- Piccola Valacchia
- Serbia settentrionale
- Banato di Temesvár

## Genealogia parziale
Ferdinando I d'Asburgo (1503 - 1564) - sposò nel 1521 Anna Jagellona (1503 - 1547):
1. Elisabetta (1526 - 1545) - sposò nel 1543 Sigismondo II Augusto di Polonia (1520 - 1572): senza discendenza;
2. Massimiliano II d'Asburgo (1527 - 1576) - sposò nel 1548 Maria di Spagna (1528 - 1603):
  1. Anna (1549 - 1580) - sposò nel 1567 Filippo II di Spagna (1527 - 1598): con discendenza;
  2. Ferdinando (1551 - 1552)
  3. Rodolfo II (1552 - 1612):
    1. (ill con Katerina Stradova) Giulio (1585 - 1609)

  4. Ernesto (1553 - 1595)
  5. Elisabetta (1554 - 1592) - sposò nel 1570 Carlo IX di Francia (1550 - 1574): con discendenza;
  6. Maria (1555 - 1556)
  7. Mattia (1557 - 1619) - sposò nel 1611 Anna d'Asburgo (1585-1618): senza discendenza;
  8. Carlo (1557)
  9. Massimiliano (1558 - 1618)
  10. Alberto (1559 - 1621) - sposò nel 1598 Isabella d'Asburgo (1566 - 1633): senza discendenza;
  11. Venceslao (1561 - 1578)
  12. Federico (1562 - 1563)
  13. Maria (1566)
  14. Carlo (1565 - 1566)
  15. Margherita (1567 - 1633) - suora;
  16. Eleonora (1568 - 1580)
3. Anna (1528 - 1590) - sposò nel 1546 Alberto V di Baviera (1528 - 1579): con discendenza;
4. Ferdinando II (1529 - 1595) - sposò nel 1557 Philippine Welser (1527 - 1580); sposò in seconde nozze nel 1582 Anna Caterina Gonzaga (1566 - 1621):
  1. (I) Andrea (1558 - 1600) - religioso;
  2. Carlo (1560-1618) - sposò nel 1601 Sibilla di Jülich-Kleve-Berg (1557-1627): senza discendenza;
  3. Filippo (1562 - 1563)
  4. Maria (1562 - 1563)
  5. (II) Anna (1583 - 1584)
  6. Maria (1584-1649) - religiosa;
  7. Anna (1585-1618) - sposò nel 1611 Mattia d'Asburgo (1557 - 1619): senza discendenza;
  8. (ill. con Anna von Obrizon) Veronika von Villanders (1551 - 1589) - sposò Giovan Francesco di Gonzaga-Novellara, signore di Campitello.
  9. (ill. con Johanna Lydl von Mayenburg) Hans Christoph von Hertenberg (1592 - 1613) - sposò Ursula Gienger.
5. Maria (1531 - 1581) - sposò nel 1546 Guglielmo di Jülich-Kleve-Berg (1516 - 1592): con discendenza;
6. Maddalena (1532 - 1590) - badessa;
7. Caterina (1533 - 1572) - sposò nel 1543 Francesco III Gonzaga (1533 - 1550); sposò in seconde nozze nel 1553 Sigismondo II Augusto di Polonia (1520 - 1572): senza discendenza;
8. Eleonora (1534 - 1594) - sposò nel 1561 Guglielmo Gonzaga (1538 - 1587): con discendenza;
9. Margherita (1536 - 1567) - religiosa;
10. Giovanni (1538 - 1539)
11. Barbara (1539 - 1572) - sposò nel 1565 Alfonso II d'Este (1533 - 1597): con discendenza;
12. Carlo II (1540 - 1590) - sposò nel 1571 Maria Anna di Baviera (1551-1608):
  1. Ferdinando (1572);
  2. Anna (1573-1598) - sposò nel 1592 Sigismondo III di Polonia (1566 - 1632): con discendenza;
  3. Maria Cristina (1574-1621) - sposò nel 1595 Zsigmond Báthory (1572 - 1613): con discendenza;
  4. Caterina Renata (1576−1595);
  5. Elisabetta (1577-1586);
  6. Ferdinando II (1578-1637) - sposò nel 1600 Maria Anna di Baviera (1574-1616); sposò in seconde nozze nel 1622 Eleonora Gonzaga (1598 - 1655):
    1. (I) Cristina (1601)
    2. Carlo (1603)
    3. Ferdinando III d'Asburgo (1608 - 1657) - sposò nel 1631 Maria Anna d'Asburgo (1606-1646); sposò in seconde nozze nel 1648 Maria Leopoldina d'Asburgo (1632 - 1649); sposò in terze nozze nel 1651 Eleonora Gonzaga-Nevers (1630 - 1686):
      1. (I) Ferdinando IV d'Asburgo (1633 - 1654)
      2. Maria Anna (1634 - 1696) - sposò nel 1649 Filippo IV di Spagna (1605 - 1665): con discendenza;
      3. Filippo (1637 - 1639)
      4. Leopoldo I d'Asburgo (1640 - 1705) - sposò nel 1666 Margherita Teresa d'Asburgo (1651 - 1673); sposò in seconde nozze nel 1673 Claudia Felicita d'Austria (1653 - 1676); sposò nel 1676 Eleonora del Palatinato-Neuburg (1655 - 1720):
        1. (I) Ferdinando (1667 - 1668)
        2. Maria Antonia (1669 - 1692) - sposò nel 1685 Massimiliano II Emanuele di Baviera (1662 - 1726): con discendenza;
        3. Giovanni (1670)
        4. Maria Anna (1672)
        5. (II) Anna (1674)
        6. Maria Giuseppina (1675 - 1676)
        7. (III) Giuseppe I d'Asburgo (1678 - 1711) - sposò nel 1699 Guglielmina Amalia di Brunswick-Lüneburg (1673 - 1742):
          1. Maria Giuseppa (1699 - 1752) - sposò nel 1719 Augusto III di Polonia (1696 - 1763): con discendenza;
          2. Leopoldo (1700 - 1701)
          3. Maria Amalia (1701 - 1756) - sposò nel 1722 Carlo VII di Baviera (1697 - 1745): con discendenza;

        8. Maria Cristina (1679)
        9. Giuseppa (1679)
        10. Maria Elisabetta (1680 - 1741)
        11. Leopoldo (1682 - 1684)
        12. Maria Anna (1683 - 1754) - sposò nel 1707 Giovanni V del Portogallo (1689 - 1750): con discendenza;
        13. Maria Teresa (1684 - 1696)
        14. Carlo VI d'Asburgo (1685 - 1740) - sposò nel 1708 Elisabetta Cristina di Brunswick-Wolfenbüttel (1691 - 1750):
          1. Leopoldo (1716)
          2. Maria Teresa d'Austria (1717 - 1780) - discendenza: Asburgo-Lorena
          3. Maria Anna (1718-1744) - sposò nel 1744 Carlo Alessandro di Lorena (1712 - 1780): senza discendenza;
          4. Maria Amalia (1724 - 1730)

        15. Maria Giuseppa (1687 - 1703)
        16. Maria Maddalena (1689 - 1743)
        17. Maria Margherita (1690 - 1691)

      5. Maria (1646)
      6. (II) Carlo (1649 - 1664) - religioso;
      7. (III) Teresa (1652 - 1653)
      8. Eleonora (1653 - 1697) - sposò nel 1670 Michele Korybut (1640 - 1673); sposò in seconde nozze nel 1678 Carlo V di Lorena (1643 - 1690): con discendenza;
      9. Maria Anna (1654 - 1689) - sposò nel 1678 Giovanni Guglielmo del Palatinato (1658 - 1716): senza discendenza;
      10. Ferdinando (1657 - 1658)

    4. Maria Anna (1610 - 1665) - sposò nel 1635 Massimiliano I di Baviera (1573 - 1651): con discendenza;
    5. Cecilia (1611 - 1644) - sposò nel 1637 Ladislao IV Vasa (1595 - 1648): con discendenza;
    6. Leopoldo (1614 - 1662) - religioso;

  7. Carlo (1579-1580);
  8. Gregoria Massimiliana (1581−1597);
  9. Eleonora (1582−1620);
  10. Massimiliano Ernesto (1583−1616);
  11. Margherita (1584-1611), sposò nel 1598 Filippo III di Spagna;: con discendenza;
  12. Ferdinando Leopoldo (1586-1632), sposò nel 1626 Claudia de' Medici (1604 - 1648):
    1. Maria Eleonora (1627 - 1629)
    2. Ferdinando (1628 - 1662) - sposò nel 1646 Anna de' Medici (1616-1676):
      1. Claudia (1653 - 1676) - sposò nel 1673 Leopoldo I d'Asburgo (1640 - 1705): con discendenza;
      2. Maria Maddalena (1656 - 1669)

    3. Isabella (1629 - 1685) - sposò nel 1649 Carlo II di Gonzaga-Nevers (1629 - 1665): con discendenza;
    4. Sigismondo (1630 - 1665) - religioso;
    5. Maria Leopoldina (1632 - 1649) - sposò nel 1648 Ferdinando III d'Asburgo (1608 - 1657): con discendenza;

  13. Costanza Renata (1588-1631), sposò nel 1605 Sigismondo III di Svezia (1566 - 1632): con discendenza;
  14. Maria Maddalena (1589-1631), sposò nel 1608 Cosimo II de' Medici (1590 - 1621): con discendenza;
  15. Carlo (1590-1624).- religioso
13. Ursula (1541 - 1543)
14. Elena (1543 - 1574) - religiosa;
15. Giovanna (1547 - 1578) - sposò nel 1565 Francesco I de' Medici (1541 - 1587): con discendenza;